# Samenstelling Belgische Senaat 1882-1884
De lijst van leden van de Belgische Senaat van 1882 tot 1884. De Senaat telde toen 69 zetels. Het nationale kiesstelsel was in die periode gebaseerd op cijnskiesrecht, volgens een systeem van een meerderheidsstelsel, gecombineerd met een districtenstelsel. Iedere Belg die ouder dan 25 jaar was en een bepaalde hoeveelheid cijns betaalde, kreeg stemrecht. Hierdoor was er een beperkt kiezerskorps. 
De legislatuur liep van 14 november 1882 tot 28 mei 1884 en volgde uit de verkiezingen van 13 juni 1882. Hierbij werden 36 van de 69 senatoren verkozen, meer bepaald in de kieskringen Gent, Eeklo, Aalst, Oudenaarde, Dendermonde, Sint-Niklaas, Charleroi, Bergen, Doornik, Aat, Thuin, Zinnik, Luik, Verviers, Hoei, Borgworm, Hasselt, Tongeren, Maaseik, Brussel en Brugge.  
Tijdens deze legislatuur was de regering-Frère-Orban II (juni 1878 - juni 1884) in functie. Dit was een liberale meerderheid.

## Samenstelling
| Begin legislatuur (1882) | Begin legislatuur (1882) | Begin legislatuur (1882) | Einde legislatuur (1884) | Einde legislatuur (1884) | Einde legislatuur (1884) |
| Fractie                  | Fractie                  | Zetels                   | Fractie                  | Fractie                  | Zetels                   |
| ------------------------ | ------------------------ | ------------------------ | ------------------------ | ------------------------ | ------------------------ |
|                          | Liberalen                | 37                       |                          | Liberalen                | 37                       |
|                          | Katholieken              | 32                       |                          | Katholieken              | 31                       |

Wijzigingen in fractiesamenstelling:
- In 1883 wordt de verkiezing van de katholiek Jean-Baptiste Cornet ongeldig verklaard. Zijn opvolger wordt de liberaal Gustave Boël.
- In 1884 overlijdt de liberaal François De Vadder. Hij wordt niet meer vervangen.

## Lijst van de senatoren
| Senator                                | Partij    | Aanduiding                   | Kieskring                | Opmerkingen |
| -------------------------------------- | --------- | ---------------------------- | ------------------------ | --- |
| John Cogels                            | Katholiek | Rechtstreeks gekozen senator | Antwerpen                | |
| Gustave Van Havre                      | Liberaal  | Rechtstreeks gekozen senator | Antwerpen                | |
| Constantin Biart                       | Liberaal  | Rechtstreeks gekozen senator | Antwerpen                | Secretaris. |
| Jean-Baptiste Everaerts                | Liberaal  | Rechtstreeks gekozen senator | Antwerpen                | |
| Ludovic-Marie d'Ursel                  | Katholiek | Rechtstreeks gekozen senator | Mechelen                 | |
| François de Cannart d'Hamale           | Katholiek | Rechtstreeks gekozen senator | Mechelen                 | |
| Charles de Merode-Westerloo            | Katholiek | Rechtstreeks gekozen senator | Turnhout                 | Voorzitter van de commissie Openbare Werken.                                                                                    |
| Pierre Piron                           | Liberaal  | Rechtstreeks gekozen senator | Brussel                  | |
| Joseph Van Schoor                      | Liberaal  | Rechtstreeks gekozen senator | Brussel                  | Voorzitter van de commissie Oorlog.                                                                                             |
| Charles Graux                          | Liberaal  | Rechtstreeks gekozen senator | Brussel                  | |
| Ludolphe de Renesse                    | Liberaal  | Rechtstreeks gekozen senator | Brussel                  | |
| Jean Crocq                             | Liberaal  | Rechtstreeks gekozen senator | Brussel                  | |
| Ferdinand Bischoffsheim                | Liberaal  | Rechtstreeks gekozen senator | Brussel                  | Vervangt vanaf 16 maart 1883 de overleden Jonathan-Raphaël Bischoffsheim.                                                       |
| François De Vadder                     | Liberaal  | Rechtstreeks gekozen senator | Brussel                  | De Vadder overlijdt op 13 mei 1884, maar wordt niet meer vervangen. De Vadder was tot dezelfde datum quaestor.                  |
| Albert Vaucamps                        | Liberaal  | Rechtstreeks gekozen senator | Brussel                  | Vervangt vanaf 31 juli 1883 de overleden Emile Hanssens.                                                                        |
| Edmond Willems                         | Katholiek | Rechtstreeks gekozen senator | Leuven                   | |
| Maximilien Michaux                     | Katholiek | Rechtstreeks gekozen senator | Leuven                   | |
| Arsène Pigeolet                        | Liberaal  | Rechtstreeks gekozen senator | Nijvel                   | |
| Jan Verheyden                          | Liberaal  | Rechtstreeks gekozen senator | Nijvel                   | |
| Léon van Ockerhout                     | Katholiek | Rechtstreeks gekozen senator | Brugge                   | |
| Georges de Crombrugghe de Looringhe    | Katholiek | Rechtstreeks gekozen senator | Brugge                   | |
| Charles de Coninck de Merckem          | Katholiek | Rechtstreeks gekozen senator | Diksmuide                | |
| Thierry de Limburg Stirum              | Katholiek | Rechtstreeks gekozen senator | Veurne-Oostende          | |
| Jules Joseph d'Anethan                 | Katholiek | Rechtstreeks gekozen senator | Tielt                    | Voorzitter van de commissie Justitie.                                                                                           |
| Ernest Solvyns                         | Katholiek | Rechtstreeks gekozen senator | Roeselare                | |
| Paul de Bethune                        | Katholiek | Rechtstreeks gekozen senator | Kortrijk                 | |
| Jules Lammens                          | Katholiek | Rechtstreeks gekozen senator | Kortrijk                 | |
| Arthur Surmont de Volsberghe           | Katholiek | Rechtstreeks gekozen senator | Ieper                    | |
| Henri t'Kint de Roodenbeke             | Katholiek | Rechtstreeks gekozen senator | Eeklo                    | |
| Auguste Lippens                        | Liberaal  | Rechtstreeks gekozen senator | Gent                     | |
| Constant Verhaeghe de Naeyer           | Liberaal  | Rechtstreeks gekozen senator | Gent                     | |
| Prosper Vanden Kerchove                | Liberaal  | Rechtstreeks gekozen senator | Gent                     | |
| Abraham Story                          | Liberaal  | Rechtstreeks gekozen senator | Gent                     | |
| Florimond de Brouchoven de Bergeyck    | Katholiek | Rechtstreeks gekozen senator | Sint-Niklaas             | Vervangt vanaf 26 mei 1884 de overleden Louis Janssens-Smits.                                                                   |
| Alfred Vilain XIIII                    | Katholiek | Rechtstreeks gekozen senator | Sint-Niklaas             | |
| Adolphe Christyn de Ribaucourt         | Katholiek | Rechtstreeks gekozen senator | Dendermonde              | |
| Oscar Pycke de Peteghem                | Katholiek | Rechtstreeks gekozen senator | Oudenaarde               | |
| Charles Van Vreckem                    | Katholiek | Rechtstreeks gekozen senator | Aalst                    | |
| Jean Leirens                           | Katholiek | Rechtstreeks gekozen senator | Aalst                    | |
| Louis Hardenpont                       | Liberaal  | Rechtstreeks gekozen senator | Bergen                   | |
| Victor Tercelin                        | Liberaal  | Rechtstreeks gekozen senator | Bergen                   | Secretaris en vanaf 13 november 1883 voorzitter van de commissie Financiën.                                                     |
| Alfred Dethuin                         | Liberaal  | Rechtstreeks gekozen senator | Bergen                   | |
| Victor Pennart                         | Liberaal  | Rechtstreeks gekozen senator | Zinnik                   | |
| Gustave Boël                           | Liberaal  | Rechtstreeks gekozen senator | Zinnik                   | Vervangt vanaf 20 april 1883 Jean-Baptiste Cornet (Katholiek), die niet aan de voorwaarden voldoet om senator te kunnen worden. |
| Louis Bonnet                           | Liberaal  | Rechtstreeks gekozen senator | Doornik                  | |
| Edmond Macau                           | Liberaal  | Rechtstreeks gekozen senator | Doornik                  | |
| Oscar Lepoivre                         | Liberaal  | Rechtstreeks gekozen senator | Aat                      | |
| Edouard de Haussy                      | Liberaal  | Rechtstreeks gekozen senator | Thuin                    | |
| Charles Emile Balisaux                 | Liberaal  | Rechtstreeks gekozen senator | Charleroi                | Quaestor. |
| Edmond Piret-Goblet                    | Liberaal  | Rechtstreeks gekozen senator | Charleroi                | |
| Barthel Dewandre                       | Liberaal  | Rechtstreeks gekozen senator | Charleroi                | Ondervoorzitter. |
| Julien d'Andrimont                     | Liberaal  | Rechtstreeks gekozen senator | Luik                     | Secretaris en voorzitter van de commissie Openbaar Onderwijs.                                                                   |
| Georges Montefiore-Levi                | Liberaal  | Rechtstreeks gekozen senator | Luik                     | |
| Hippolyte de Looz-Corswarem            | Liberaal  | Rechtstreeks gekozen senator | Luik                     | Secretaris. |
| Frédéric Braconier                     | Liberaal  | Rechtstreeks gekozen senator | Luik                     | |
| Gustave de Lhoneux                     | Liberaal  | Rechtstreeks gekozen senator | Hoei                     | |
| Edmond de Selys Longchamps             | Liberaal  | Rechtstreeks gekozen senator | Borgworm                 | Senaatsvoorzitter en voorzitter van de commissie Binnenlandse Zaken.                                                            |
| Armand Collet                          | Liberaal  | Rechtstreeks gekozen senator | Verviers                 | |
| Grégoire Laoureux                      | Liberaal  | Rechtstreeks gekozen senator | Verviers                 | Tot 13 november 1883 voorzitter van de commissie Financiën.                                                                     |
| Eugène Van Willigen                    | Katholiek | Rechtstreeks gekozen senator | Hasselt                  | |
| François de Borchgrave d'Altena        | Katholiek | Rechtstreeks gekozen senator | Tongeren                 | |
| Charles Arthur de Hemricourt de Grunne | Katholiek | Rechtstreeks gekozen senator | Maaseik                  | |
| Philippe de Limburg Stirum             | Katholiek | Rechtstreeks gekozen senator | Aarlen-Bastenaken-Marche | |
| Edouard Charles Orban de Xivry         | Katholiek | Rechtstreeks gekozen senator | Aarlen-Bastenaken-Marche | |
| Ferdinand de Loën d'Enschedé           | Katholiek | Rechtstreeks gekozen senator | Neufchâteau-Virton       | |
| Justin-Charles de Labeville            | Liberaal  | Rechtstreeks gekozen senator | Philippeville            | Ondervoorzitter. |
| Alfred d'Huart                         | Katholiek | Rechtstreeks gekozen senator | Dinant                   | |
| Guillaume d'Aspremont Lynden           | Katholiek | Rechtstreeks gekozen senator | Namen                    | Voorzitter van de commissie Buitenlandse Zaken.                                                                                 |
| Florimond de Namur d'Elzée             | Katholiek | Rechtstreeks gekozen senator | Namen                    | |